# Markus Geiselhart
Markus Geiselhart (* 27. Juli 1977 in Stuttgart) ist ein deutscher, seit 2006 von Österreich aus arbeitender Jazzmusiker (Posaune, auch Basstrompete, Alphorn; Komposition, Arrangement) und Bigband-Leader.

## Leben und Wirken
Geiselhart wuchs in Fellbach-Schmiden auf und spielte zunächst Tenorhorn im örtlichen Blasorchester. Anfang der 1990er Jahre begann er, Posaune zu lernen. Er wurde ins Jugendsinfonieorchester Stuttgart aufgenommen, wo er klassische Musik interpretierte. Seinen Wehrdienst leistete er beim damaligen Heeresmusikkorps in Stuttgart ab und begann eine Ausbildung zum Musikalienhändler. Sein Lehrer Ernst Hutter brachte ihn zum Jazz, als er ihn zu einem Jazz-Workshop mitnahm. Daraufhin studierte er Jazzposaune an der Hochschule für Musik Würzburg. Von 2000 bis 2004 war er Mitglied im Landesjugendjazzorchester Bayern unter der Leitung von Harald Rüschenbaum und von 2001 bis 2003 im Bundesjugendjazzorchester unter der Leitung von Peter Herbolzheimer.
2005 schuf Geiselhart aus der Big Band der Jazz-Initiative Würzburg das Würzburg Jazz Orchestra, als dessen künstlerischer und organisatorischer Leiter er bis 2010 fungierte. 2008 gründete er mit dem Trompeter Thomas Gansch das Don Ellis Tribute Orchestra, mit dem er ab 2010 auf internationalen Festivals auftrat und in der Slowakei, Kroatien, Deutschland und Österreich tourte. Zum 35. Todestag von Don Ellis legte das Orchester das Livealbum Bulge (2013) vor. 2010 gründete er daneben seine eigene Bigband, mit der er Engagements im Wiener Club Porgy & Bess hatte und das Album My Instrument Is the Orchestra (Jive Music) veröffentlichte; zu den Solisten gehörten u. a. Herbert Joos, Mario Rom, Clemens Salesny, Romed Hopfgartner, Thomas Kugi, Alois Eberl und German Marstatt. 2016 tourte er mit diesem Orchester und Ray Anderson als Gastsolisten durch Österreich und Deutschland und gastierte u. a. bei den Ludwigsburger Schlossfestspielen.
Mit seinem Quintett brachte Geiselhart mit „Hut ab!“ eine multimediale Hommage an Albert Mangelsdorff auf die Bühne. Weiterhin arbeitete er mit einem Soloprogramm, mit Martin Koller und Stefan Thaler im Trio „Geiselhart/Koller/Thaler“, in seinem Quartett mit einem Beethoven-Programm oder einem „Beatles Project“, in einem Quintett, das er mit dem Trompeter Simon Plötzeneder leitet, und einem Trombonett mit Posaunenkollege Alois Eberl. Mit der Bigband Pfaffstätten und Solist Andy Haderer erschien 2021 die Wiener Neustädter Kanal Suite bei Cracked Anegg.
Neben seiner Tätigkeit als Bandleader ist Geiselhart auch als Komponist und Arrangeur tätig. Neben Werken für seine eigenen Projekte schrieb er Auftragsarbeiten für Ensembles wie Art of Brass Vienna, die Salaputia Brass Connection oder die Big Band der Volksoper Wien. Er hat einen Lehrauftrag für Bigband-Leitung an der Universität für Musik und darstellende Kunst Wien; außerdem hatte er Dozenturen für Komposition, Musiktheorie und Jazz-Arrangement am Jam Music Lab inne. Er lebt in Pfaffstätten bei Wien.